# Doom 64
『Doom 64』（ドゥーム64）はミッドウェイゲームズがNintendo 64向けに開発・発売した1997年のファーストパーソン・シューティングゲームであり、1994年に発売された『Doom II』の続編。
リマスター版が2020年3月にWindows、Nintendo Switch、PlayStation 4とXbox One、Steam向けに発売され、同年5月にStadia向けにも発売された。

## ゲームプレイ
プレイヤーは32のステージでデーモンと戦い武器やキーを集め、致死的な待ち伏せやトラップを生き延びつつスイッチを起動してステージの出口までたどり着く。
『Doom 64』で使用するためにDoomエンジンに変更が加えられ、ゲームプレイ要素が変更された。本作は日本語版も存在しており、日本語版のメッセージ表記では「チェーンソーダ！ キリキザメ！」といった感じで、ログの部分のみカタカナで表記されるようになっている。
また、北米版と欧州版ではゲームで、プレイヤーがやられて死んだ状態をしばらく放置して待っていると、プレイヤーを嘲笑するメッセージが表記されたが日本語版では削除されている。
また、出血表現では日本語版では敵にダメージを与えた時の出血による血の色が赤色から緑色に変更されている。

### 武器
『Doom II』の全ての武器は本作でも登場するが、新たなスプライトと効果音で再描画されている。チェーンソーの刃は一つではなく二つになっており、拳には真珠のナックルの代わりに血のついた手袋を付けている。プラズマガンには装備時にスパーク音を発する電気コアが付いており、ロケットランチャーは発射時に小さな反動が生じ、プレイヤーをわずかに後退させる。また、ショットガンのプライミングハンドルは銃身の下ではなくグリップにあり、ダブルバレル「スーパー」ショットガンはリロードが速く、反動が生じる。
プラズマガンやBFG 9000と同じセル弾を使用する新武器のレーザー「アンメイカー（Unmaker）」が追加された。この武器は『Doom Bible』で最初に触れられており、1993年に発売された『Doom』にも登場する予定であったが、実現しなかった。アンメイカーにはゲーム中で見つかる三つの古代アーティファクトの力で三つのレーザービームを（通常より高速で）発射できるようになる。最初のアーティファクトはレーザーの速度を向上させ、第二のアーティファクトは二つめのレーザーを追加し、第三のアーティファクトは自動的に互いに別々に照準を合わせることが可能な三つのレーザーを同時発射することができ、一度に三体の敵を攻撃できるようになる。その後、この武器は2020年に発売された『Doom Eternal』（こちらはスペルが「Unmaykr」）にて再び登場した。

## あらすじ
『DOOM』および『Doom II：Hell on Earth』で地獄の軍勢を阻んだドゥームマリーンの成功を受けて、UAC研究施設をとてつもないレベルの放射線で隔離する惑星政策が確立された。徹底的な核攻撃の末に何年もの間設備は停止状態にあったが、ある日、施設を監視する衛星が、「膨大な復活の力を持ち、極度の放射線レベルで隠された単一の実体が探知を逃れた」というメッセージを地球に送った。この実体は、腐敗した死骸をゾンビ化させる能力を持ち、デーモンを復活させた。
施設へ単身派遣されたドゥームマリーンは、地獄へとおびき寄せられながらもデーモンたちを倒し、最終的には「アンメイカー」を用いてマザーデーモンを倒した。その後、もはや普通の生活を送れなくなったドゥームマリーンは、デーモンが再び復活しないようにするために、永遠に地獄に留まることを決意したところで物語は終了する。

## 開発
本作はミッドウェイゲームズが同社のサンディエゴスタジオで開発したものであり、Doomフランチャイズの主要デベロッパーのid Softwareのもと、1994年後半から開発が始まった。当初は「The Absolution」という作品名になる予定だったが、DOOMシリーズであることをわかりやすくするために『Doom 64』へと変更し、「The Absolution」はゲームの最終ステージの名称として再利用された。ミッドウェイはオリジナルゲームに登場する全てのデーモンと、いくつかの追加ステージをゲームの完成版に入れたかったが、スケジュールの都合とN64のカートリッジの容量が小さいことによるメモリの制約があり、ステージやデーモンを除外した。ミッドウェイは任天堂がマルチプレイ向けのプログラミングに必要なリソースを提供していなかったため、マルチプレイモードは収録されないと語った。デベロッパーはゲーム機での他のゲームの画面分割マルチプレイ中の速度低下が疑われていることと、モードの競争性に基づきこの決定を正当化した。ミッドウェイの担当者は「マルチプレイの醍醐味は対戦相手がどこにいるのかわからないことだと誰もが知っている」とし、4人プレイヤーでの画面分割プレイでは相手がどこにいるのか丸見えであると話している。
環境は3次元ポリゴンモデルから構築され、敵はSGIワークステーションでスプライトをプリレンダリングして作成された。本作を初出とするナイトメアインプは、もともとPlayStation版『Doom』に登場する予定であり、ほぼ完全なベータ版にも登場したが、何らかの理由で発売直前になって削除された。
本作は北米でローンチタイトルとしての発売が予定されていたが、締め切り間近になってid Softwareがステージデザインの多くに不満を表したことで、ミッドウェイは1997年4月まで発売を延期し、その間にステージの再デザインに取り組んだ。当時、任天堂がNintendo 64版『Cruis'n USA』から動物を轢く要素を削除することを決定したため、本作も検閲される可能性が懸念されたが、ミッドウェイのソフトウェア担当副社長のマイク・アボットは、『Cruis'n USA』は一般からファミリー向けのゲームと認知されているのに対し、Doomシリーズは成熟したゲーマーを対象にしたものであり、任天堂は暴力的な内容はあまり懸念していないと指摘した。
音楽と効果音はPlayStation版『Doom』のオリジナル効果音と音楽を手掛けたオーブリー・ホッジスが作曲した。オリジナルの開発チームは最初のゲームが発売されて間もなく2プレイヤーデスマッチ専用に設計された潜在的な続編『Doom Absolution』に取り組んでいたが、破棄することを決定した。id SoftwareがDoom 64での仕事に感銘を受けたため、この時期に『Quake』のNintendo 64版を担当することになり、忙しさのあまり他のプロジェクトに手が回らなくなったからだと思われる。
ミッドウェイ・ホームエンターテインメントは1997年4月4日に発売するDoom 64を3月29日に出荷した。

## 評価
Doom 64が発売されるまで、オリジナルのDoomは実行可能なほぼすべてのプラットフォームに移植されていた。批評家達はDoom 64がPC版を凌駕する、これまでで一番見栄えの良いDoomであることに同意し、ステージデザインにも熱狂的で、想像力に富んでおり、オリジナルのDoomよりはるかに難易度が高いと評価している。Next Generationのある批評家は「最も熟練したDoomのファンでさえ手一杯になるだろう。また、ドアのスイッチを押すことで部屋全体が再配置されたり、新しい形に折りたたまれたりすることがよくある」と述べた。
しかしながら、大半のレビュワーは新たなグラフィックとステージはオリジナルのDoomの別の移植版のように感じさせないようにするには不十分だと感じていた。IGNのピア・シュナイダーは「間違いなく、本作はこれまでで最高のDoomのアップデートだ[...]しかし、PC、PSX、SNES、Mac、サターン版などを死ぬほどプレイしたことがあるならこれがなくてもいいだろう」と結論付けた。GameProはこの点について多数派に反対し、「Doom 64 は、実証済みの回廊シューティングの方式に命を吹き込み、システムの能力を誇示するもう一つの挑戦的で強烈な体験を提供している」と述べている。彼らは4つのカテゴリー（グラフィック、音、操作、面白さ）全てにおいて5点満点を付けた。エレクトロニック・ゲーミング・マンスリーのショーン・スミスはDoomの基本的なゲームプレイにおいて進歩が見られなかったことを肯定的に評価している。彼は「皆さんの中にはスペースマリーンがジャンプしたり水中を泳いだりするのを見たいと思うかもしれない。純粋主義者達は、Doomはそのようなものではないためこれらの機能の追加を望まないだろう。私は純粋主義者達に同意しなければならない」と述べた。
大半の批評家はゲームの雰囲気効果のためのゲームの音楽スコアを称賛している。シュナイダーとGameProは両者ともアナログコントロールの操作性の良さに満足していたが、GameSpotのジェフ・ガーストマンは「紙面上ではDoom 64はオリジナルよりも優れているが、結果的にはオリジナルの粗悪化のように感じられる」と述べている。同時期に発売されたNintendo 64のシューティングゲーム『時空戦士テュロック』との比較で、シュナイダーとGameProは両者ともDoom 64は探索の自由度や深度制御は低いが、より強烈で、「不安に満ちている」と述べた。
その後の数年間、本作はファンからカルト的人気を集めており、Kotakuのパトリック・クレペックは本作はシリーズの中でも最も過小評価された作品と表現している。

## 再発売
本作のPC、Nintendo Switch、PlayStation 4及びXbox One向け移植版（開発はNightdive Studios）が2020年3月20日に発売され、同日発売の『Doom Eternal』の予約購入特典として無料配布された。この移植版には、プレイヤーがマザーデーモンの姉妹と戦う新チャプターが収録されている。